# Maislabyrinth

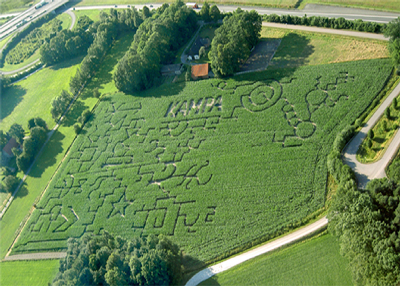
Luftbild eines Maislabyrinths in Bielefeld

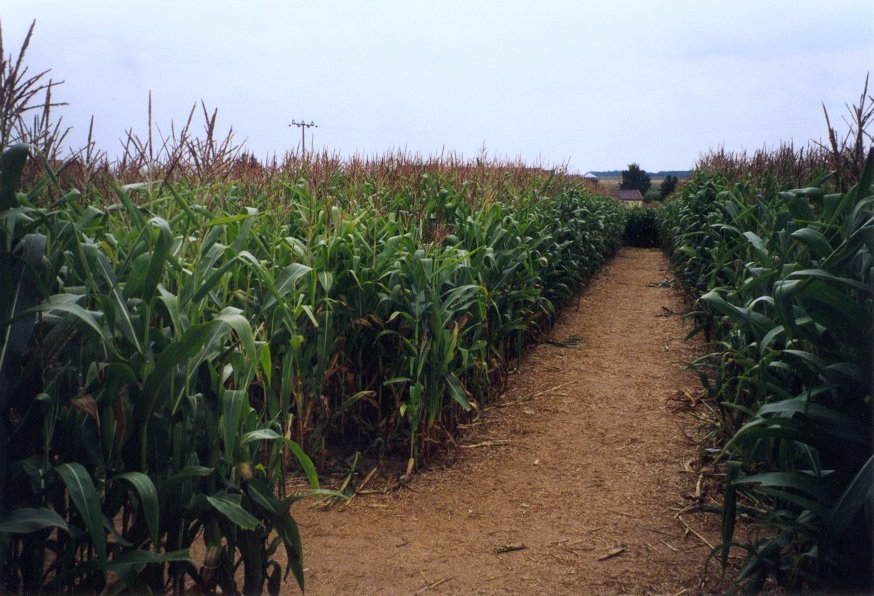
Maislabyrinth von innen

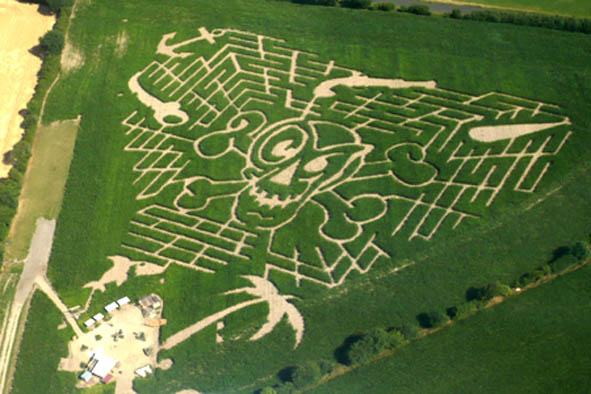
Maislabyrinth in Delingsdorf 2008

Maislabyrinthe sind als Sommervergnügen angelegte (meist von Juli bis Erntedank genutzte) Irrgärten in Maiskulturen.

## Anlage
Auf Flächen von 10.000 bis 45.000 m² ist ein Wegenetz mit bis zu drei Kilometern Länge möglich, für das die Besucher bis zu 1,5 Stunden benötigen. Um einen dichteren Bewuchs (Blickdichte) zu erzielen, wird der Mais meist doppelt (kreuz und quer) ausgesät. Das Labyrinth wird als maßstabsgerechte Skizze von Wegen, Kreuzungen und Sackgassen geplant und durch Ausfräsen bzw. Schneiden nach dem ersten Wachstum der Maispflanzen (etwa 10 bis 20 cm) angelegt. Bei der Gestaltung solcher Feldlabyrinthe können verschiedene Hilfsmittel bis hin zur GPS-Technik und Kulturpflanzen wie Sonnenblumen, Hanf oder Hirse zum Einsatz kommen. Neben abstrakten Mustern werden UFOs, Landkarten, Symbole, Märchenmotive und Ähnliches dargestellt.
Viele dieser Labyrinthe vermitteln den Besuchern mit bebilderten Schautafeln unter anderem Wissenswertes über die Landwirtschaft. Sie werden mit weiteren Attraktionen kombiniert: Barfußpark, Spielplatz, Sandkasten, Kräutergarten, Strohburg, Quiz und Wettbewerbe, Höhlen, Kletterspielplatz, Streichelzoo, Ponyreiten, Picknicknischen oder Live-Konzerte.
Das erste bekannte Maislabyrinth wurde 1993 nach einer Idee des Produzenten Don Frantz als Hilfsprojekt des Lebanon Valley College im US-Bundesstaat Pennsylvania angelegt. Es wurde von dem Irrgarten-Designer Adrian Fisher entworfen und stellte einen Stegosaurus dar.

## Grusellabyrinthe
In den USA werden seit dem Jahr 2000 Maisfelder als Freiluft-Horrorlabyrinthe verwendet. Dabei werden in einem klassischen Maislabyrinth Szenen aufgebaut, in denen meist professionelle Scareactors („Erschrecker“) versuchen, den Besuchern Angst einzujagen. 2007 wurde im englischen Freizeitpark Alton Towers eines der ersten dieser Maislabyrinthe als Horrorattraktion im Rahmen des Scarefest errichtet. 2010 und 2011 war solch eine Attraktion auch bei den Horror Nights im Europa-Park Rust zu finden.
Ebenfalls 2007 fand die erste Gruselnacht in einem klassischen Maislabyrinth statt. Im Unterschied zu den Horror-Attraktionen wird hier ein bestehendes Labyrinth für einen oder mehrere Abende umgewandelt. Die erste und die heute größte Veranstaltung dieser Art ist MaisMaze im Ditzinger Maislabyrinth bei Stuttgart.

### Beispiele
- Tulley’s Farm, Crawley, West Sussex, jährlich durch Adrian Fisher als Horrorattraktion neu gestaltet.[4]

- In Vorchdorf, OÖ gibt es jedes Jahr ein Maislabyrinth beim Landgasthof Wirt in der Edt. Es gibt jedes Mal ein anderes Motto und Strukturen.

- In Hengsberg, Steiermark gibt es seit 2002, eröffnet z. B. am 12. Juli 2007,  ein von einem Bauern bei N46.864667, E15.453325 am Hauptweg, nördlich der L601 betriebenes Maislabyrinth[5][6] das gewöhnlich nur an Wochenenden ab frühem Nachmittag geöffnet hat. Im Covid19-Jahr 2020 hat es nicht geöffnet.

- In Kronstorf, Oberösterreich, Finkenstraße öffnet der Landwirt Martin Forstner seit 2019 bis in den September hinein täglich ein Maislabyrinth mit 25.000 m² Fläche.[7]

- Um 2010 gab es einige Jahre ein Maislabyrinth im Zollfeld, Kärnten, nördlich von Maria Saal, westlich der Klagenfurter Schnellstraße S37.

- 2006 gab es bei Ottensheim ein „Echtes Maislabyrinth“.[8]

- 2007 gab es bei Burgauberg ein Maislabyrinth.